# Shákti
Shákti (sânscrito: शक्ति, śakti) significa poder ou energia. Representa as forças dinâmicas que existem através do Universo inteiro, no Shaktismo.  Essa palavra pode ser utilizada como sinônimo de Devi, a deusa indiana suprema; mas pode também representar a esposa de uma divindade masculina hindu. Assim, Parvati é a shakti de Xiva, Lakshmi a de Vishnu e Sarasvati a de Brahma.
Um dos mitos relatados por Zimmer conta que, quando os deuses se reuniram para criar o mundo, apenas Shiva, o asceta que passava o tempo em meditação no Himalaia não tomara ainda esposa. Como se recusasse a sair do estado de absorção, o mundo não poderia ser criado, e assim esse dois, e ainda outros deuses, procurando uma mulher que se dispusesse a viver a dura vida de privações de Shiva, encontraram Sáti, a primeira esposa do deus asceta, que mais tarde, ao se autoimolar por ter sido seu marido desrespeitado, se tornou o símbolo da lealdade da esposa. 
Há três Shaktis que são as companheiras dos Deuses da Trimurti Hindu:
- Sarasvati é a Shakti de Brahma
- Parvati é a Shakti de Shiva
- Lakshmi é a Shakti de Vishnu

Quando identificada a Parvati, Shakti é a mãe de Escanda e Ganexa. 
O sistema indiano de divindades se refere à Shakti como a manifestação do poder supremo. Shakti, a deusa mãe, também conhecida como ambā (mãe), ou devī (deusa). É considerada a personificação da energia cósmica em sua forma dinâmica. Acredita-se que Shakti seja a força e a energia nas quais o universo é criado, preservado, destruído e recriado (pela trindade do Hinduísmo: Brahma, Vishnu e Shiva). Neste caso, Shakti é identificada à Realidade Absoluta, ou Brahman, sendo considerada superior a todas as divindades masculinas.
Shakti é adorada em várias formas:
- Como Rajarajesvari ou Kamakshi, ela é a mãe universal.
- Como Uma ou Parvati, ela é a gentil cônjuge de Shiva.
- Como Menakshi - ela é a rainha de Shiva.
- Como Durga, ela monta tigre, que grita de forma a atacar. Durga simboliza a vitória do bem contra o mal.
- Como Kali, ela destrói e devora todas as formas de demônios. Ela também é a personificação do tempo, e sua forma sombria é simbolizada como o futuro segundo nosso conhecimento.

Acreditar em Shakti como o aspecto feminino de uma divindade é comum na malha religiosa da Índia. 
Práticas tântricas envolvendo gestos, cantos e yantras são executados em adoração a Shakti.

## Fonte
- Heinrich Zimmer, A conquista psicológica do mal, Editora Palas Athena, São Paulo.